# Día de las Ciencias Asturianas
El Día de las Ciencias Asturianas es una jornada organizada en 2008 por la Dirección General de Política Lingüística del Principado de Asturias con el propósito de implicar en la promoción del asturiano a un sector que no un estaba directamente comprometido con ese objetivo.

## I Día de las Ciencias Asturianas
Esta primera jornada del lunes 10 de octubre de 2008 coincidió con la celebración que hace la UNESCO del Día Internacional de la Ciencia y, en un principio, la idea era que cada año estuviera dedicado a un científico asturiano, siendo el conocido matemático Agustín Pedrayes el primero. El lastrino nacido en 1744 y que participó en París en la regularización del sistema de medida y peso lo que llevaría a la creación del Sistema Métrico Decimal, fue el protagonista de conferencias, material didáctico, actos en centros escolares y bibliotecas, además de una exposición en Oviedo y una publicación científica.

## II Día de las Ciencias Asturianas
La segunda jornada se hizo el martes 10 de octubre de 2009, en la Facultad de Biología de la Universidad de Oviedo. Organizando a las doce la mañana con la presentación del libro Homo Sapiens: la epopeya de un linaje, obra con la que Xosé María Fernández había ganado en 2008 el Premio Máximo Fuertes Acevedo" de Ensayo en Lengua Asturiana. Junto al autor, miembro del Instituto Europeo de Bioinformática, estuvo Xosé Ánxelu Gutiérrez Morán, del Instituto Español de Oceanografía.
La segunda de las actividades se celebró media hora después, con la lectura de la conferencia ¿Dónde estamos después de veinte años con el genoma humano?, también de Xosé María Fernández, acompañado de Xosé Antón Suárez, del Departamento de Bioquímica y Biología Molecular de la Universidad de Oviedo.

## III Día de las Ciencias Asturianas
La Consejería de Cultura y Turismo y el Centro Oceanográfico de Gijón organizaron juntas, el miércoles 10 de noviembre de 2010, la tercera de las jornadas dedicada a la biodiversidad marina, protagonizada por las conferencias de dos especialistas: el doctor Carles Pedrós-Alió, del Instituto de Ciencias de la Mar de Barcelona y la doctora Gritta Veit-Köhler, del Centro Alemán para la Investigación en Biodiversidad Marina, Instituto de Investigación Senckenberg, asentado en Wilhelnshaven.
El acto ha organizado a las doce la mañana en el Salón de Actos del Acuario de Gijón, en el Paseo de la playa de Poniente y las personas que han asistido se les entregó #uno ejemplar con textos de los dos investigadores.

## IV Día de las Ciencias Asturianas
La cuarta edición ha vuelto a organizarse el 8 de noviembre del 2013 teatro Teatro de la Laboral de Gijón con la propuesta de trabajo Las aventuras moleculares de la vida, dirigida por el doctor Carlos López-Otín al alumnado de lengua asturiana y de gallego-asturiano de la red de centros educativos del Principado de Asturias, que ha empleado léxico propio del genoma humano, de la diversidad biológica, del trabajo en equipo y del sacrificio en la investigación en un encuentro de mil doscientos colegiales y colegialas con una de las figuras más representativas de la biología a nivel #mundial. Este trabajo se ha publicado en un libro billingüe que recoge las unidades didácticas elaboradas para el trabajo.

## V Día de las Ciencias Asturianas
Más de ochocientos colegiales de 23 centros educativos de Primaria y Secundaria han participado el viernes 10 de noviembre de 2014 en el V Día de las Ciencias Asturianas con la temática de la red y los peligros del mundo digital. El acto ha organizado a las 11 horas, en el Teatro de la Laboral en un encuentro con miembros de los colegios oficiales de ingenieros en informática de Asturiasque han presentado El viaje de las palabras por la red. Los peligros del mundo digital.
Para ello se ha preparado material didáctico específico en asturiano y gallego-asturiano en el que se planteaban actividades y experiencias para fomentar una convivencia digital de calidad y concienciar sobre las consecuencias personales y socioafectives que puede provocar la mala utilización de las tecnologías de la información y la comunicación. La red y los peligros del mundo digital, temática del V Día de las Ciencias Asturianas</ref>

## VI Día de las Ciencias Asturianas
En el año 2015, con el lema Meteorología y relieve en Asturias, ha habido una conferencia del geólogo Pedro Farias y un encuentro del meteorólogo David Arango con el escolináu en el Teatro de la Laboral. Se han Arreglado además unas unidades didácticas sobre meteorología que trabajaban desde las competencias lingüísticas y literarias hasta las tecnológicas, pasando por #el sociales.

## VII Día de las Ciencias Asturianas
La séptima edición se ha celebrado en dos días y con dos actividades divulgativas diversas. La primera, el jueves 9 de noviembre de 2017 a las 19:30 horas en el Real Instituto de Estudios Asturianos, ha #estar a cargo del científico Amador Menéndez Velázquez que ha presentado la ponencia Desafíos tecnológicos de nuestra era donde presentaba las posibilidades de la tecnología como aliado a la de encarar algunos de los problemas y retos más importantes de la humanidad.
El viernes 10 de noviembre el alumnado de los centros educativos del C.P. El Vallecito y del IES Isla de la Deva, en Piedrasblancas (Castrillón) han participado en una charla divulgativa a cargo de Víctor Suárez Piñero, maestro de asturiano y divulgador de Wikipedia en asturiano. Con el título Wikipedia: un universo de oportunidades, se ha presentado el proyecto con el propósito de dar a #conocer enciclopedia y ofertar recursos para #arrear participación activa en la misma y en la utilización y la creación de contenidos bajo licencia #libre favoreciendo así el desarrollo de una cultura digital.
El Día de las Ciencias Asturianas coincide con la celebración en este mes de noviembre del Día Mundial de la Ciencia para la Paz y el Desarrollo. Esta cita mundial oferta la posibilidad de #mostrar importancia de la ciencia en nuestra vida diaria y alimentar el debate sobre las cuestiones científicas, acercándose a la sociedad. Con el lema de 2017, Una ciencia para el entendimiento mundial, se busca mostrar #su importancia para la paz y el desarrollo sostenible, porque promueve el compromiso de los individuos y las comunidades locales para compartir el conocimiento con el que lograr una modificación en los comportamientos.